# Linia kolejowa München – Regensburg
Linia kolejowa Monachium – Ratyzbona – dwutorowa zelektryfikowana linia kolejowa w Niemczech, w Bawarii. Liczy 138,1 km i łączy Monachium z Ratyzboną. Linia według wykazu ma numer 930.